# 굽은냉이
굽은냉이(학명: Scoliaxon mexicanus 스콜리악손 멕시카누스[*])는 배추과의 단형 족인 굽은냉이족(----族, 학명: Scoliaxoneae 스콜리악소네아이[*])의 단형 속인 굽은냉이속(----屬, 학명: Scoliaxon 스콜리악손[*])에 속하는 유일한 종이다. 원산지는 멕시코이다.